# Sąd upadłościowy
Sąd upadłościowy – organ postępowania upadłościowego rozpoznający wnioski o ogłoszenie upadłości i wykonujący inne czynności w toku postępowania. Sądem upadłościowym jest sąd rejonowy – sąd gospodarczy.

## Właściwość miejscowa
Zgodnie z ustawą – Prawo upadłościowe, do rozpoznania spraw o ogłoszenie upadłości właściwy jest sąd upadłościowy, właściwy dla zakładu głównego przedsiębiorstwa dłużnika. Jeżeli dłużnik ma zakłady w obszarach właściwości różnych sądów i trudno ustalić, który z nich jest zakładem głównym, właściwy jest każdy z tych sądów. W przypadku gdy dłużnik nie ma w Rzeczypospolitej Polskiej przedsiębiorstwa, właściwy jest sąd miejsca zamieszkania albo siedziby dłużnika, a gdy dłużnik nie ma w Rzeczypospolitej Polskiej miejsca zamieszkania albo siedziby, właściwy jest sąd, w którego obszarze znajduje się majątek dłużnika.
Po ogłoszeniu upadłości postępowanie toczy się w sądzie, który wydał postanowienie o ogłoszeniu upadłości.

## Właściwość rzeczowa
Do właściwości rzeczowej sądu upadłościowego należy orzekanie w przedmiocie:
- ogłoszenia upadłości;
- zmiany trybu postępowania upadłościowego (upadłość likwidacyjna / upadłość układowa);
- wynagrodzenia i zwrotu wydatków syndyka, nadzorcy sądowego i zarządcy;
- zwołania wstępnego zgromadzenia wierzycieli;
- powołania i odwołania syndyka, nadzorcy sądowego i zarządcy;
- zatwierdzenia, zmiany, uchylenia lub wykonania układu;
- umorzenia, uchylenia lub zakończenia postępowania upadłościowego
- zakazu prowadzenia działalności gospodarczej;
- umorzenia w całości lub części zobowiązań upadłego, które nie zostały zaspokojone w postępowaniu upadłościowym;
- ustalenia planu spłaty w postępowaniu upadłościowym wobec osób fizycznych nieprowadzących działalności gospodarczej;
- uznania zagranicznego postępowania upadłościowego;
- zażaleń na postanowienia sędziego-komisarza.

## Skład sądu
Sąd upadłościowy orzeka co do zasady w składzie jednego sędziego zawodowego. Ustawa przewiduje skład trzech sędziów zawodowych w następujących przypadkach:
- rozpoznawanie spraw o ogłoszenie upadłości;
- orzekanie w przedmiocie wynagrodzenia i zwrotu wydatków syndyka, nadzorcy sądowego i zarządcy;
- rozpoznawanie zażaleń na postanowienia sędziego-komisarza.